# Bir Ghbalou
Bir Ghbalou è un comune dell'Algeria, situato nella provincia di Bouira.